# Crip Walk
Il Crip Walk (spesso abbreviato in C-Walk) è una forma di danza originatasi a Compton nella prima metà degli anni settanta. 

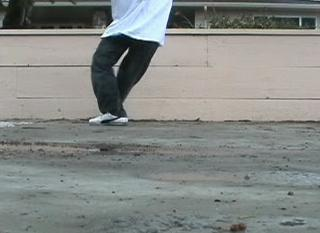
Esempio di C-Walk

## Le origini
Il Crip Walk era in origine un rituale cinico e macabro praticato dai membri della banda afroamericana dei Crips, dopo aver ucciso o picchiato un membro della gang rivale dei Bloods. Questo stesso movimento poteva essere eseguito per celebrare il reclutamento di un nuovo membro nella gang, per avvertire i propri compagni dell'arrivo delle forze dell'ordine durante la perpetrazione di un reato, ecc. 
Successivamente praticato anche dai Bloods nei confronti dei Crips, in quei casi il rituale dovrebbe essere considerato non un Crip ma un Blood Walk.
Nel corso del tempo questo tipo di danza ha comunque assunto il nome di Clown Walk, nome atto principalmente ad indicare il senso puramente visivo e spettacolare del ballo, in modo che non richiamasse in alcun modo al mondo criminoso delle gangs: questo modo di ballare occupa ormai un posto fra i tipi di ballo di stampo hip-hop, ed è ormai praticato in tutto il mondo.

## Caratteri espressivi

### Musica
Il C-Walk è accompagnato da musica hip hop, più precisamente di genere gangsta rap o g-funk. Alcuni brani utilizzati per ballare C-Walk sono  Space Boogie e C-Walk di Kurupt, Get Your Walk On di Xzibit, Hoo Bangin dei Westside Connection e The Streetz di WC.

### Tecnica
I movimenti devono essere sciolti, lineari e allo stesso tempo veloci. Una sessione di ballo di C-Walk è detta Clown Walking. 
Ecco alcuni movimenti caratteristici del C-Walk:
- V-move, movimento eseguito al fine di comporre una V con entrambi i piedi. Uno dei movimenti più ricorrenti in un Clown Walking.

- Shuffle (l'atto di trascinare i piedi), movimento che consiste nel trascinare i piedi in modo sincrono avanti e indietro.

- Heel-Toe (il tacco-punta).

- The Snake (il serpente).

### Abbigliamento
Per motivi culturali e pratici, si fa uso di un abbigliamento largo e di grandi dimensioni.
I ballerini di Clown Walk sono soliti indossare: una maglia larga (dalla taglia Large in poi) abbinata a degli ampi pantaloni di cotone o a dei blue-jeans necessariamente larghi e comodi, e a delle scarpe da ginnastica (Nike Cortez, Nike Air Force One o Converse Chuck Taylor All-Stars). Frequente l'utilizzo di cappelli da baseball e di bandane, capi di abbigliamento spesso riconducibili a fattori culturali.

## Filmografia
- 2003: C-Walk - It's a Way of Livin'